# Aristaria theroalis
Aristaria theroalis là một loài bướm đêm trong họ Noctuidae.